# Halls Farm

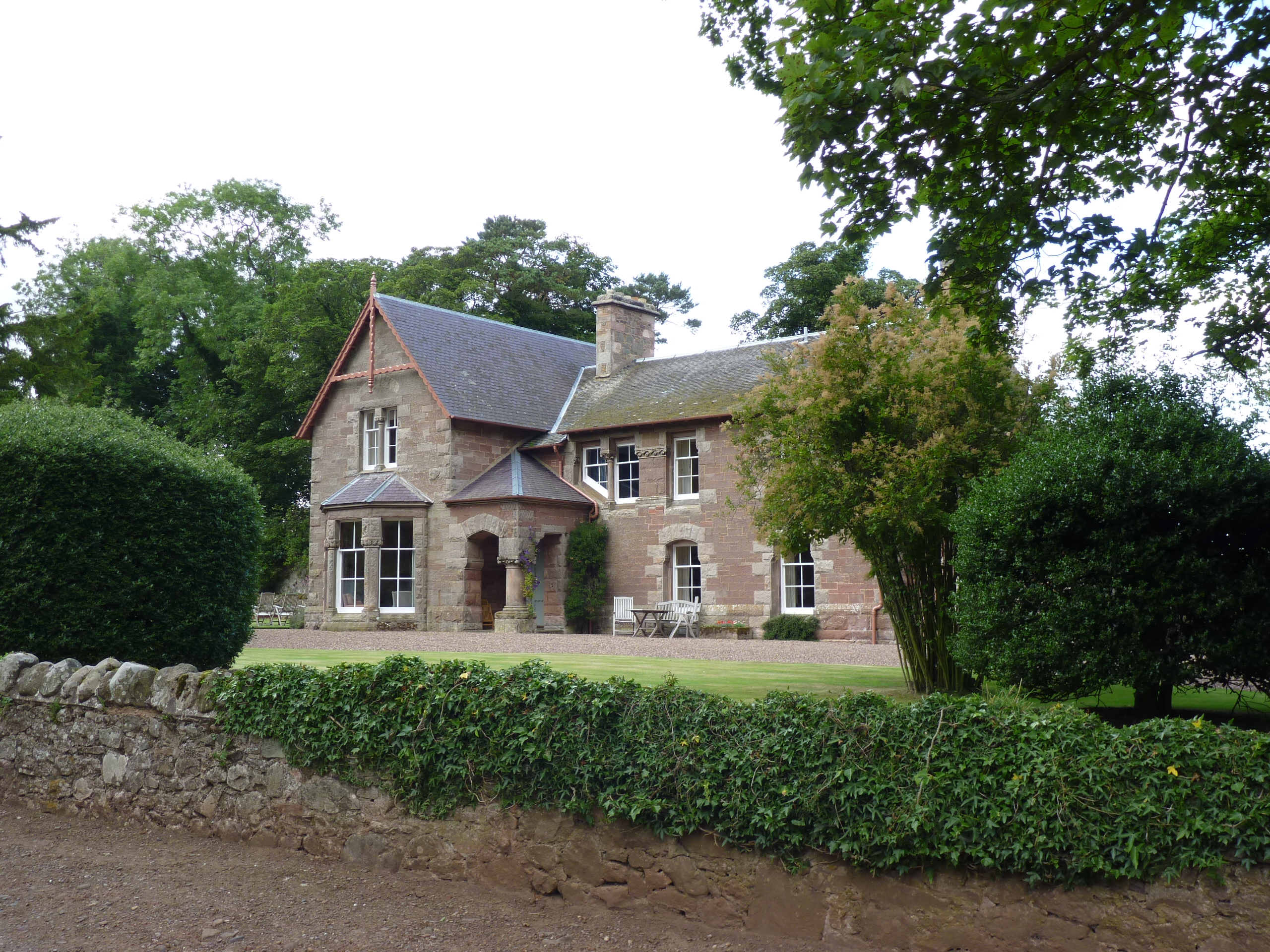
Bauernhaus der Halls Farm

Die Halls Farm ist ein Bauernhof nahe dem schottischen Weiler Spott in der Council Area East Lothian. 1989 wurde das Bauwerk in die schottischen Denkmallisten in der höchsten Denkmalkategorie A aufgenommen.

## Geschichte
Der ursprüngliche Bauernhof stammt aus dem späten 18. Jahrhundert. Sein heutiges Aussehen erhielt er jedoch durch die aufwändigen Umgestaltungen und Erweiterungen im Jahre 1860. Ungewöhnlich für Arbeiten an einem Bauwerk dieses Ranges ist die Beteiligung des renommierten Architekten Frederick Thomas Pilkington sowie der Steinmetze und Baumeister Andrew Stevenson, James Hannan und Thomas Henderson. Die Gestaltung zeigt Motive, wie sie Pilkington auch an der Penicuik South Church in Penicuik sowie der Barclay Viewforth Church in Edinburgh verwendete. Die östlich gelegenen Stallungen wurden 1955 um einen Uhrenturm ergänzt. Der Denkmalschutz erstreckt sich jedoch nicht auf dieses Gebäude.

## Beschreibung
Die Halls Farm liegt isoliert an einer unbedeutenden Stichstraße in einer dünnbesiedelten Region East Lothians. Der Weiler Spott ist rund drei Kilometer nordöstlich gelegen. Der asymmetrisch aufgebaute Bauernhof ist im neoromanischen Stil gestaltet. Das Schichtenmauerwerk ist teilweise verzierend als Bossenwerk gearbeitet. Entlang der Gebäuderückseite sind noch Teile des Mauerwerks des ursprünglichen Gebäudes erhalten. Es besteht aus grob zu Quadern behauenem Bruchstein.
An der südexponierten Frontseite tritt eine wuchtige Giebelfläche hervor. Die dort eingelassenen Zwillingsfenster sind mit Mittelpfosten mit laubverzierten Kapitellen gearbeitet. Ein gedrungener, massiver Pfeiler trägt das Walmdach einer Überdachung im Gebäudeinnenwinkel rechts des Giebels. Die Westseite ist im Stile der Nordfassade gestaltet. Am deren Nordende führt eine Türe in die Molkerei, worauf die Aufschrift DAIRY auf dem Türsturz hinweist. Das Gebäude schließt mit schiefergedeckten Dächern.